# Фризелла
Фризелла (итал. frisella, fresella или уменьшительное frisa) – итальянская выпечка из муки твердых сортов пшеницы (а также ячменя, или их сочетания в различных пропорциях), напоминающая бублик или бейгл, который разрезается пополам по горизонтали, а затем повторно подсушивается в духовке или печи. Классический способ подачи фризелле – с помидорами, иногда с репчатым луком. Фризелле можно подавать как закуску (типа брускетты), а также к первому или второму блюду.
Различают фризу и хлеб: на самом деле фриза — это не хлеб, так как ее готовят дважды, как сухари . По отношению к такой выпечке часто используется термин «дважды испечённая».

## Приготовление
Тесто заквашивается из пшеничной или ячменной муки с водой, солью и дрожжами. Тесту дают немного подняться, затем жгут из теста сворачивается в виде круга или спирали с небольшим отверстием в центре, и выпекается на поддонах из шести-восьми изделий. После первого обжига ещё горячая фриза разрезается вдоль.
Полученные два кусочка, нижний с плоским дном и верхний выпуклый, снова готовят в духовке, чтобы удалить из теста остаточную влагу. Фризелле хранят в закрытой ёмкости, чтобы защитить от влаги.
Перед употреблением её cмачивают холодной водой по индивидуальному вкусу и для желаемой консистенции. Затем приправляют свежими помидорами, орегано, солью и капелькой оливкового масла первого холодного отжима. Как вариант, можно натереть фризу зубчиком чеснока перед тем, как смачивать ее, можно добавить перец чили, огурец или похожий популярный в Апулии овощ carosello или spureddhra.

## История
Форма фризеллы отвечает потребностям в транспортировке и сохранении. Фризель нанизывали на веревку, концы которой были завязаны узлом, образуя ожерелье, которое можно было легко повесить для удобной транспортировки и хранения в сухом состоянии. Изначально фризелла была хлебом для путешествий, отсюда и обычай окунать её в морскую воду рыбаками, которые также использовали фризу в качестве основы для супов из рыбы или мидий, обычных продуктов во время рыбалки, которая могла длиться несколько дней .
Происхождение фризеллы восходит к X веку до нашей эры, её употребляли финикийские мореплаватели в качестве хлеба для путешествий, размягченного морской водой и приправленного оливковым маслом .
Долгое время фризелла из пшеничной муки была доступна только для богатых семей и для праздничных дней. Менее обеспеченные слои населения ели фризель из ячменной муки или смеси ячменя и пшеницы.
Фризеллу можно хранить в течение длительного времени, и это сделало ее хорошей альтернативой хлебу в периоды, когда муки не хватало. В Апулии она также известна как хлеб крестоносцев, так как использовалась для снабжения и способствовала путешествиям христианских войск.
Подобно финикийской традиции, в прошлом в Апулии было принято вымачивать фризель непосредственно в морской воде и употреблять, приправляя только свежими помидорами, cжатыми для выделения сока .
Дома фризеллы хранили в больших глиняных кувшинах (квартьери или капасони). Таким образом, фризелла была не популярной выпечкой, а основным продуктом питания, часто в условиях, когда употребление свежего хлеба было невозможным или неуместным. 

## Распространение
В настоящее время фризелла производится в коммерческих целях различных размеров и продается в упаковках в супермаркетах по всей Италии. 
В основном фризелле готовят в Апулии (где называют friseddhra, fresella, frisa, friseddha, spaccatella или spaccatedd). В Апулии помимо помидоров и ароматных трав часто добавляют солёные анчоусы и чеснок.
Фризелла также очень распространена в Кампании, где она носит название fresella, в Базиликате она называется fresa или frisedda, а в Калабрии — fresa.
В Бари и его окрестностях фризель часто готовят дома, несмотря на то, что они продаются в магазинах: пропитанные маслом, водой, томатным соусом и каплями вина, затем приправленные артишоками и лампашони, их ценят гурманы. Это кулинарное блюдо, которое также подают в изысканных ресторанах, определяется на диалекте Бари термином cialdèdd', итальянизированным в cialdella , cialledda или даже cialda  (не путать с одноименным тестом для печенья и рожками для мороженого).
В Неаполе фризелла является основой капонаты (не путать с сицилийской капонатой), приготовленной из нарезанных помидоров, чеснока, масла, орегано и базилика на влажной фризелле. Более дорогая версия готовится из нарезанных помидоров (чаще всего помидоров черри), оливкового масла первого отжима, измельченного чеснока, орегано , чёрных оливок, белых оливок, тунца или соленых анчоусов .

## Фестивали
Каждый год фризелле посвящаются многочисленные фестивали: Сагра fresina conzata в Крозия, провинция Козенца, фестиваль в городе Мариттима, фестиваль Аквавивы (Дизо) и фестиваль Frize 'ncapunate, который проходит в городе Кармьяно (провинция Лечче).

## См.также
- Гриссини
- Дакос